# بانویی برای عشق‌ورزی
بانویی برای عشق‌ورزی (به انگلیسی: A Lady to Love) یک فیلم درام آمریکایی به کارگردانی ویکتور شوستروماست که در سال ۱۹۳۰ به نمایش درآمد.

## چکیده داستان
تونی، تاکستان دار مرفه ایتالیایی در کالیفرنیا، برای یافتن یک همسر جوان به لنا زن پیشخدمت جوانی در یک رستوران که یک روز هنگام صرف غذا دیده‌است، نامه ای می‌نویسد و عکسی از مرد استخدام شده خوش تیپش باک را به جای خودش می‌فرستد. لنا، پیشخدمت رستوران در سان فرانسیسکو، این پیشنهاد را می‌پذیرد و با اینکه پس از کشف حقیقت سرخورده می‌شود، اما به دلیل تمایلش به داشتن خانه و تا حدودی به دلیل ضعفش ذر برابر خوش تیپی باک که تلاش‌هایش برای دور کردن لنا از تونی، عشق لنا به شوهرش را تأیید می‌کند، با ازدواج موافقت می‌کند.

## بازیگران
- ویلما بانکی: لنا شولتز
- ادوارد جی. رابینسون: تونی
- رابرت ایمز: باک
- ریچارد کرله: پستچی
- لوید اینگراهام: پدر روحانی مک کی
- هنری آرمتا: آنجلو
- جورج دیویس: جورجو
- رابرت ایمز